# Dorfkirche Deutsch Bork

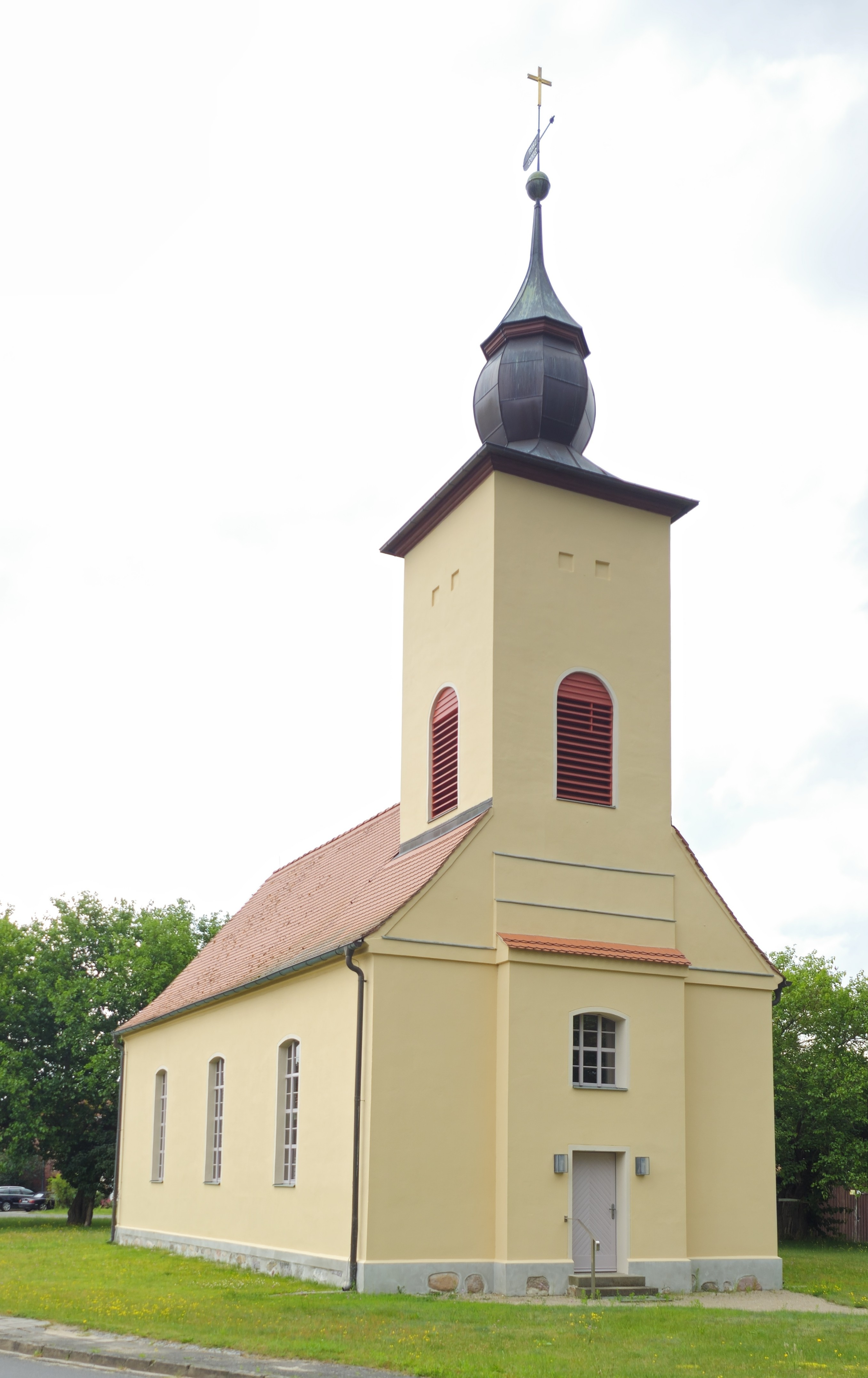
Dorfkirche Deutsch Bork

Die evangelische, denkmalgeschützte Dorfkirche Deutsch Bork steht in Deutsch Bork, einem Ortsteil der Gemeinde Linthe im Landkreis Potsdam-Mittelmark in Brandenburg. Die Kirchengemeinde gehört zum Pfarrbereich Schlalach im Kirchenkreis Mittelmark-Brandenburg der Evangelischen Kirche Berlin-Brandenburg-schlesische Oberlausitz.

## Beschreibung

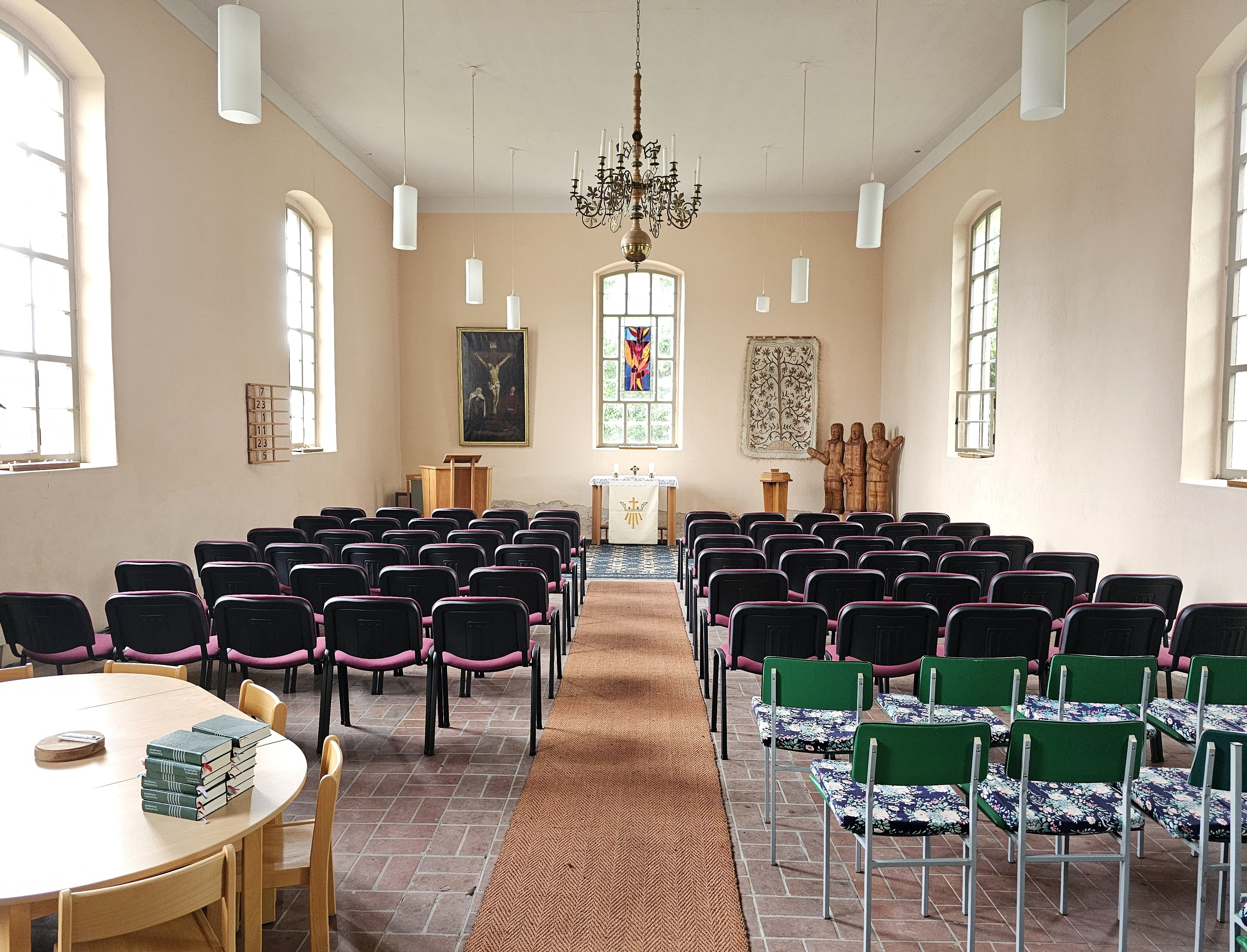
Innenraum

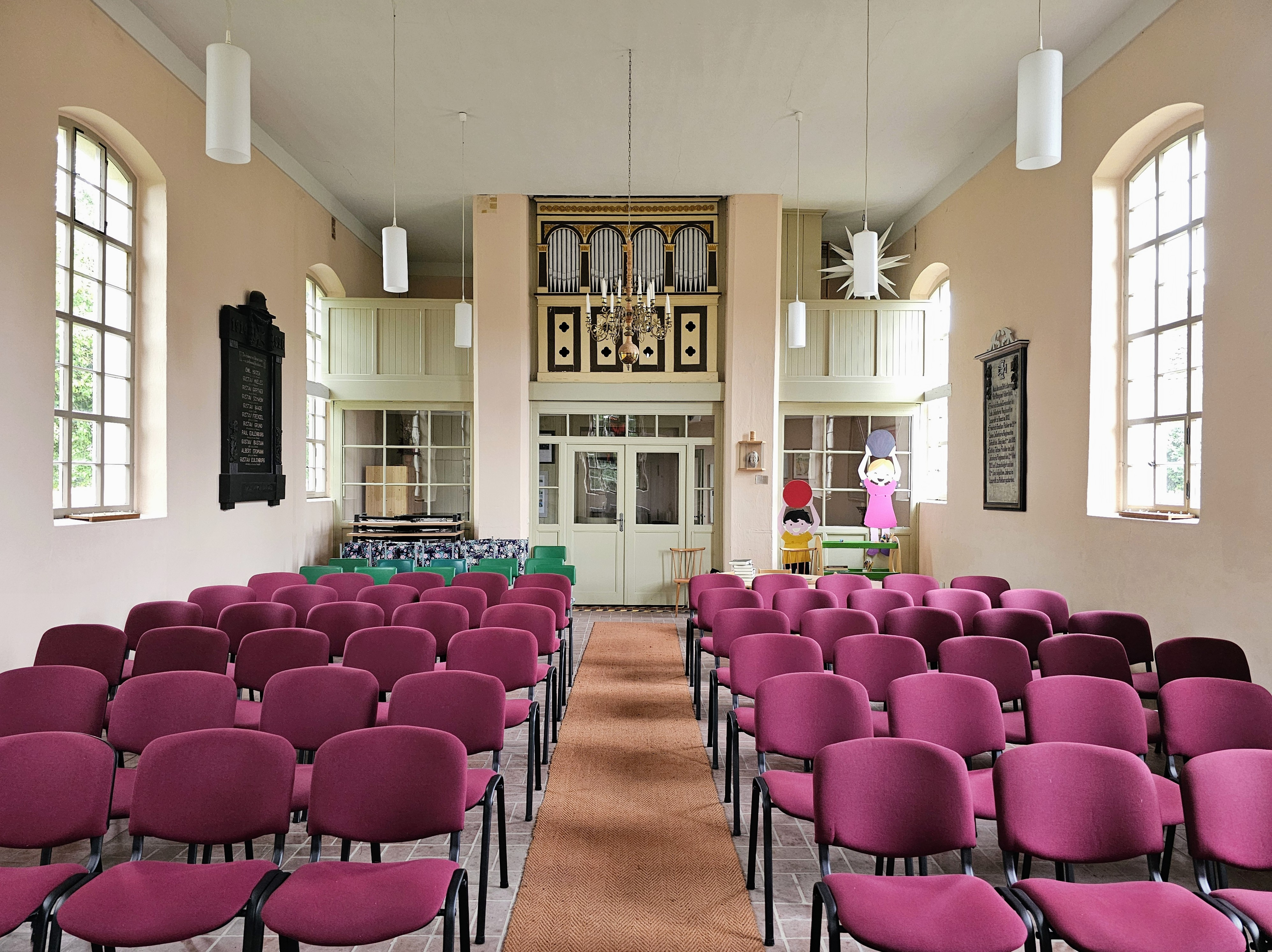
Blick zur Orgel

Die Saalkirche wurde zwischen 1651 und 1700 erbaut. Sie wurde 1807 umgebaut und nach 1968 restauriert. Aus dem Satteldach ihres Langhauses erhebt sich im Westen ein quadratischer Dachturm, der mit einer Zwiebelhaube bedeckt ist.
Im Innenraum wird der Dachturm von zwei massiven Pfeilern abgestützt, zwischen denen auf der Empore die Orgel steht. Das Werk mit sieben Registern auf zwei Manualen und Pedal wurde 1911 von Wilhelm Rühlmann hinter den Prospekt eines unbekannten Orgelbauers aus dem 19. Jahrhundert gebaut.